# جورج توماس بيرد
جورج توماس بيرد (بالإنجليزية: George Thomas Baird)‏ هو سياسي كندي، ولد في 3 نوفمبر 1847 في بيرت أندوفر في كندا، وتوفي في 21 أبريل 1917. حزبياً، نشط في حزب كندا المحافظ. وقد انتخب عضو الجمعية التشريعية لنيو برونزويك ‏ وانتخب عضو مجلس الشيوخ الكندي.